# Novotroiițke, Orihiv
Novotroiițke (în ucraineană Новотроїцьке) este localitatea de reședință a comunei Novotroiițke din raionul Orihiv, regiunea Zaporijjea, Ucraina.

## Demografie
Componența lingvistică a localității Novotroiițke
     Ucraineană (94,93%)
     Rusă (5,07%)
Conform recensământului din 2001, majoritatea populației localității Novotroiițke era vorbitoare de ucraineană (94,93%), existând în minoritate și vorbitori de rusă (5,07%).